# Große Aschkoppe
Die Große Aschkoppe nahe Haina im Landkreis Waldeck-Frankenberg in Nordhessen ist mit 639,8 m ü. NHN nach Wüstegarten und Hohem Lohr der dritthöchste Berg des Mittelgebirges Kellerwald und gilt als Hundsdorfer Hausberg.

## Geographie

### Lage
Die Große Aschkoppe liegt im Naturpark Kellerwald-Edersee. Der Gipfel des bewaldeten Bergs erhebt sich etwa 3 km östlich von Löhlbach, einem nördlichen Gemeindeteil von Haina, zu dessen Gebiet der Berg überwiegend gehört. Über die Ostflanke verläuft die Grenze zu Bad Wildungen, dessen südwestlicher Stadtteil Hundsdorf rund 1,5 km (je Luftlinie) nordnordöstlich des Gipfels liegt.
An der Kleinen Aschkoppe (606,8 m), dem Westausläufer der Großen Aschkoppe, entspringt der Eder-Zufluss Wesebach. Am Hain (ca. 570 m), einem südwestlichen Ausläufer des Bergs, liegt die Quelle des Gehlinger Bachs, dem ersten rechten Zufluss der Wohra; etwas nördlich des Bergs entspringt der Schwalm-Zufluss Urff.

### Wasserscheide
Über den Süd(west)fuß der Großen Aschkoppe verläuft ein Abschnitt der sehr langgestreckten Rhein-Weser-Wasserscheide, die dort ihre Richtung von Süd-Nord (vom Vogelsberg) nach Ost-West (zum Rothaargebirge) ändert. Während zum Beispiel das Wasser des Gehlinger Bachs in zumeist südwestlicher Richtung über die Wohra, Ohm und Lahn dem Rhein zufließt, fließt das Wasser der Urff in überwiegend nordöstlicher Richtung über Schwalm, Eder und Fulda zur Weser.

### Naturräumliche Zuordnung
Die Große Aschkoppe gehört in der naturräumlichen Haupteinheitengruppe Westhessisches Berg- und Senkenland (Nr. 34) in der Haupteinheit Kellerwald (344) zum Naturraum Mittelkellerwald (344.1).

## Verkehrsanbindung und Wandern
Die Bundesstraße 253 verläuft im Abschnitt Hundsdorf–Löhlbach rund 1,3 km nordwestlich etwa in Ostnordost-Westsüdwest-Richtung an der Großen Aschkoppe vorbei, über deren Ostflanke im Abschnitt Hundsdorf–Hüttenrode in Nord-Süd-Richtung der Diemel-Eder-Weg verläuft.